# Mecklenburg-Vorpommerns flag
Mecklenburg-Vorpommerns flag er delt i blåt over hvidt over rødt og har en smal gul stribe som går gennem den midterste hvide stribe. Flagets farver er en kombination af flagfarverne for Mecklenburg, blåt, gult og rødt, og Pommern, blåt og hvidt. Hvidt og rødt er samtidig farver for hansebyerne. Flere af disse, eksempelvis Stralsund og Wismar, som alle førte flag i hvidt og rødt, er nu en del af delstaten Mecklenburg-Vorpommern. Delstatsflaget trækker også veksler på byen Rostocks gamle flag. Dette er blåt, hvidt og rødt, og er kendt i skriftlige kilder fra så langt tilbage som 1418.
Mecklenburg-Vorpommerns flag blev indført efter at DDR blev opløst og der blev ordnet nye delstater i det østlige Tyskland. Flag og våben blev indført ved lov af 23. juli 1991. Flaget blev fastsat til forholdet 3:5. Det gælder også for statsflaget, som har våbenmærkerne for Mecklenburg, et sort oksehoved, og Vorpommern (egentlig Pommern), en rød grif, i midten af den hvide stribe.